# Wellington (Fußballspieler)
Wellington Aparecido Martins, meist nur kurz Wellington (* 28. Januar 1991 in São Paulo) ist ein brasilianischer Fußballspieler.

## Karriere
Wellington begann seine Fußballlaufbahn bei den Corinthians São Paulo in seiner Heimatstadt São Paulo im Alter von acht Jahren. 2005 wechselte er in die Jugend des FC São Paulo, mit der er 2006 den Nike-Pokal gewinnen konnte. Dort erhielt er 2008 auch seinen ersten Profivertrag und betritt bis 2014 für den Verein 78 Ligaspiele, in denen er ein Tor schoss. 2008 wurde er mit der Mannschaft Brasilianischer Meister. Im Mai 2014 wurde er an den Internacional Porto Alegre verliehen, wo er bis Dezember 2015 spielte. Für die Saison 2017 wurde Wellington an den CR Vasco da Gama aus Rio de Janeiro ausgeliehen. Am Ende des Jahres wurde er dann von dem Klub für drei Jahre verpflichtet. Am 21. Mai 2018 tauchten von ihm und weiteren Vasco Spielern ein Bild in den sozialen Medien auf. Mit diesem machte er sich mit seinen Mitspielern über die Fans des Klubs lustig. Daraufhin supensierte der Klub ihn auf unbestimmte Zeit.
Nachdem er zu keinen Einsätzen mehr gekommen war, wechselte Wellington im Juli des Jahres zu Athletico Paranaense. Noch in der Saison konnte er mit dem Klub den Erfolg in der Copa Sudamericana 2018 feiern (acht Spiele, kein Tor). Zunächst nur für ein Jahr verpflichtet, blieb der Spieler bis zum Ende der Série A 2020 im Januar 2021 bei dem Klub. Dann ging er zurück nach Rio de Janeiro, wo er bei Fluminense Rio de Janeiro unterzeichnete. Mit Beendigung der Série A 2022 im Dezember des Jahres endete sein Vertrag mit dem Klub. Seitdem ist Wellington ohne neue Anstellung.

## Erfolge
FC São Paulo
- Nike Pokal (Jugend): 2006
- Pelé Pokal: 2007
- Torneio Internacional do Mediterrâneo-Sub 19: 2010
- Brasilianischer Meister: 2008
- Copa Sudamericana: 2012

Athletico Paranaense
- Copa Sudamericana: 2018
- Copa Suruga Bank: 2019
- Copa do Brasil: 2019

Fluminense
- Taça Guanabara: 2022
- Staatsmeisterschaft von Rio de Janeiro: 2022